# Napoléon Suchet
Pour les articles homonymes, voir Suchet.
Louis Napoléon, 2e comte Suchet (né le 23 mai 1813 à Paris, mort le 21 juillet 1877 à Paris), 2e duc d'Albufera, est un homme politique français du XIXe siècle.

## Biographie
Fils du maréchal Suchet (1770-1826), duc d'Albufera, Louis-Napoléon entre à l'École polytechnique puis à l'École d'application de Metz, en sort officier d'artillerie, sert plusieurs années en Algérie et, de retour à Paris, après un riche mariage avec une des filles du banquier prussien Schickler (1844), donne sa démission de capitaine (1848).
Le 2 juin 1838, il est admis, en remplacement de son père décédé, à siéger à la Chambre des pairs par droit héréditaire. Il soutient de ses votes le gouvernement de Louis-Philippe Ier.
Le 13 mai 1849, les conservateurs monarchistes de l'Eure l'envoient, le 3e sur 9, siéger à l'Assemblée législative. Il y soutient la politique du président Bonaparte et se prononce pour toutes les lois restrictives et répressives.
Élu, le 29 février 1852, comme candidat officiel, député de la première circonscription de l'Eure au Corps législatif, contre Charles Dupont (fils de « Dupont de l'Eure ») et Paul de Salvandy, il siège dans la majorité dynastique avec laquelle il vote constamment, obtenant sa réélection :
- aux élections du 22 juin 1857[8], contre Nicolas Jules Davy[9] ;
- le 1er juin 1863[10], contre Louis Passy[11] ;
- le 24 mai 1869[12].

Il préside, en mai 1870, le comité qui dirige à cette époque le mouvement plébiscitaire. Le succès du plébiscite du 8 mai 1870, lui vaut, le 18 mai suivant, la plaque de grand officier de la Légion d'honneur.
À la chute de l'Empire, Napoléon Suchet est sur le point d'être nommé sénateur. Il se présente comme candidat au Sénat dans l'Eure, le 30 janvier 1876, sans être élu.
Administrateur de société, vice-président de la Compagnie du Canal de Suez, le duc d'Albufera est aussi maire de Vernon (Eure) (1854-1870) et conseiller général de l'Eure (1848-1877)

## Vie privée
Fils du maréchal Suchet, Louis Napoléon Suchet épouse, le 11 juin 1844, Malvina Eléonore Isabelle (28 août 1822, Neuilly – † 15 mai 1877, Bordeaux), artiste-peintre, fille de Johan Georg Schickler (1793-1843) banquier (Schickler Frères à Berlin depuis 1818), et Davida Margaretha Angelica (1801-1884), baronne von Schickler.
- Ensemble, ils ont :
  - Raoul Napoléon (11 mai 1845 – Paris † 30 octobre 1925 – Montgobert (Aisne)), 3e comte Suchet, 3e duc d'Albufera, marié le 20 janvier 1874, avec Zénaïde Napoléone Louise Lucienne de Cambacérès [16] (3 août 1857 - Paris † 18 octobre 1932 - Château de Montgobert (Aisne)), dont postérité ;
  - Isabelle Marie Davida (25 décembre 1847 - Paris † 1933), mariée, le 18 décembre 1867 à Paris, avec Guy François Robert Paul du Val (1837-1886), marquis de Bonneval, dont postérité ;
  - Marie Rosine (février 1856 † 29 mai 1893)